# Kalofer
Kalofer (búlgaro:Калофер) é uma cidade da Bulgária, localizada no distrito de Plovdiv. A sua população era de 3,259 habitantes segundo o censo de 2010.

## População
| Kalofer | Kalofer | Kalofer | Kalofer | Kalofer | Kalofer | Kalofer | Kalofer | Kalofer | Kalofer | Kalofer | Kalofer | Kalofer | Kalofer | Kalofer | Kalofer | Kalofer | Kalofer | Kalofer | Kalofer |
| --- | ------- | ------- | ------- | ------- | ------- | ------- | ------- | ------- | ------- | ------- | ------- | ------- | ------- | ------- | ------- | ------- | ------- | ------- | ------- |
| Ano | 1887    | 1910    | 1934    | 1946    | 1956    | 1965    | 1975    | 1985    | 1992    | 2001    | 2002    | 2003    | 2004    | 2005    | 2006    | 2007    | 2008    | 2009    | 2010    |
| População |         |         |         | 4,304   | 4,854   | 5,623   | 5,462   | 4,601   | 4,273   | 3,757   | 3,711   | 3,713   | 3,621   | 3,548   | 3,524   | 3,470   | 3,397   | 3,325   | 3,259   |
| Fontes: Instituto Nacional de Estatísticas, „citypopulation.de“, „pop-stat.mashke.org“, Bulgarian Academy of Sciences |         |         |         |         |         |         |         |         |         |         |         |         |         |         |         |         |         |         |         |